# Джанина Гаванкар
Джанина Зайън Гаванкар (на английски: Janina Zione Gavankar) е американска актриса и музикант от индийски и холандски произход. Известна е с ролята си на Ева „Папи“ Торез в канадско-американския драматичен сериал „Ел Връзки“. Тя има степен по актьорско майсторство за театър от Илинойския университет в Чикаго, но освен това има музикално образование като певица, пианист и перкусионист за оркестър.

## Биография
Гаванкар е родена на 29 ноември 1980 г. в Джолиет, Илинойс, в семейството на Пийт и Мохра Гаванкар. Баба ѝ по майчина линия е холандка, а дядо ѝ индиец.
Тя е свирила в групата Ендера, която е имала договор с Юнивърсъл Рекърдс. Има записана съвместната песен „Tell Me What“ в колаборация с Пратиче Мохаптара, Наврааз и Дийп. Отделно има няколко лицензирани на нейно име композиции за филмова музика и също така е свирила на маримба в няколко саундтрака.
Гаванкар е известна най-вече с ролята си на Папи, свръхсексуална лесбийка в ЛГБТ драма сериала „Ел Връзки“. Тя е известна и с образа си на Мис Дюи, персонифицирана търсачка на Майкрософт, която коментира отделните търсения на потребителите, които я ползват. Гаванкар участва и в театрални постановки, реклами, независимо кино и късометражни филмови продукции. Отделно от това тя е участва във филма „Бръснарницата“ и продължението му „Бръснарницата 2: Отново в бизнеса“. Има епизодични роли в сериали като „Анатомията на Грей“, „Дневниците на вампира“, „Старгейт Атлантис“, „The Cleaner“ и „Dollhouse“.
Участва във видеоклипа на американската група Recliner „Float Away“, както и във видео на групата Darunam.